# Pensacola castanea
Pensacola castanea är en spindelart som beskrevs av Simon 1902. Pensacola castanea ingår i släktet Pensacola och familjen hoppspindlar. Inga underarter finns listade i Catalogue of Life.